# 보네타 맥기
보네타 맥기(Vonetta McGee, 1945년 1월 14일 ~ 2010년 7월 9일)는 미국의 배우, 텔레비전 배우, 영화배우이다. 샌프란시스코에서 태어났으며 버클리에서 사망하였다. 사인은 심정지이다.

## 영화
- 투 슬립 위드 앵거 (1990년)
- LA 로 (1986년)
- 리포 맨 (1984년)
- 호복 (1977년)
- 아이거 빙벽 (1975년)
- 토마신 & 부시로드 (1974년) - 토마신 역
- 노리스 테입스 (1973년)
- 브라큐라 (1972년)
- 크렘린 레터 (1970년)
- 위대한 침묵 (1968년)